# Valproate
Valproate (VPA), và các dạng như axit valproic, natri valproate, và semisodium valproate, là các loại thuốc chủ yếu được sử dụng để điều trị bệnh động kinh và rối loạn lưỡng cực và để phòng ngừa chứng đau nửa đầu. Chúng rất hữu ích cho việc chống co giật ở những người bị co giật, co giật từng phần và co giật toàn thân. Thuốc có thể được tiêm tĩnh mạch hoặc đưa qua đường miệng để vào cơ thể. Thuốc có cả dạng tác dụng trong thời gian ngắn và cho thời gian dài.
Các tác dụng phụ thường gặp bao gồm buồn nôn, nôn, buồn ngủ và khô miệng. Các tác dụng phụ nghiêm trọng hơn có thể có như các vấn đề về gan và do đó, cần phải thường xuyên theo dõi các xét nghiệm chức năng gan. Các nguy cơ nghiêm trọng khác bao gồm viêm tụy và nguy cơ tự tử tăng lên. Thuốc được biết có gây ra những bất thường nghiêm trọng ở trẻ nếu sử dụng dùng trong thai kỳ. Chính vì vậy, thuốc này thường được khuyến cáo không dùng cho phụ nữ trong độ tuổi sinh đẻ có chứng đau nửa đầu.
Cơ chế hoạt động của valproate là không rõ ràng. Các cơ chế đề xuất bao gồm ảnh hưởng đến nồng độ GABA, ngăn chặn các kênh natri có điện áp và ức chế histone deacetylase.  Axit valproic là một axit béo chuỗi ngắn nhánh (SCFA) được tổng hợp từ axit valeric.
Valproate lần đầu tiên được tổng hợp vào năm 1881 và được đưa vào sử dụng y tế vào năm 1962. Nó nằm trong danh sách các thuốc thiết yếu của Tổ chức Y tế Thế giới, tức là nhóm các loại thuốc hiệu quả và an toàn nhất cần thiết trong một hệ thống y tế. Chúng có sẵn dưới dạng thuốc gốc. Chi phí bán buôn ở các nước đang phát triển là từ 0,14 đến 0,52 USD mỗi ngày. Tại Hoa Kỳ, chi phí khoảng $ 0,90 USD mỗi ngày. Chúng được bán trên thị trường dưới thương hiệu Depakote và Epilim,cùng một số tên khác.